# Csejdy András
Csejdy András (Budapest, 1964. október 9. –) magyar író, műfordító, szerkesztő, kiadó, kreatív producer. A Tilos Rádió, a Filmhu magyar moziportál, a Litera irodalmi portál, a Margó Irodalmi Fesztivál alapítója, dokumentumfilmek kreatív producere.

## Életpályája
1985–1991 között az Eötvös Loránd Tudományegyetem Bölcsészettudományi Kar magyar-angol szakos hallgatója volt. 1991-ben társaival megalapította a Tilos Rádiót, aminek azóta műsorvezetője. A Playboy magazin magyar kiadásának irodalmi szerkesztője, a Magyar Narancs kulturális rovatának munkatársa és a Narancs Könyvek sorozatszerkesztője, a Filmvilág rovatvezetője, a Magyar Televízió Mustra című mozgóképes magazinjának felelős szerkesztője volt.  A  Filmhu magyar moziportál (2000– ) és a Litera irodalmi portál (2002–) alapító kiadója és felelős szerkesztője, a Margó Irodalmi Fesztivál (2011–) alapítója és főszervezője, dokumentumfilmek kreatív producere.
2002-ben jelent meg Meddőhányó című regénye, novellákat, kritikákat, interjúkat publikált, filmforgatókönyveket is írt.

## Családja
Szülei: dr. Csejdy Gábor (1939–2024) és Üsztöke Bíborka (1943–). Gyerekei: Borka (1994–), Janka (2004–), Misi (2006–). 

## Művei
- Anthony Burgess: Gépnarancs (utószó, 1990)[1]
- Meddőhányó (regény, 1992)
- Hunter Thompson: Félelem és reszketés Las Vegasban (szerkesztő, 1993)
- P. J. O'Rourke: Vakáció a Pokolban (szerkesztő, 1994)
- Szarajevó antológia (szerkesztő, 1994)
- Cyrill Collard: Vad éjszakák (szerkesztő, 1995)
- Winkler Róbert: Kutyaszorító (szerkesztő, 1995)

## Műfordításai
- A bafuti kopók (1991, 2000)
- Peter Hargitai: Budapesttől New Yorkig és tovább… (1991)
- Barry Gifford: Veszett a világ (1991, 2004)
- Szívélyes Fahrenheit (17 sci-fi, 1993)
- Dennis Cooper: Közelebb (regény, 1994)

## Filmjei
- [Kolorlokál. YouTube
- Presszó (konzultáns, 1998)
- Rosszfiúk (konzultáns, 1999)
- Viszem magammal - a Rájátszás film. YouTube
- Bereményi kalapja
- Csejdy András a Facebookon